# بانتون لمسام
بانتون لمسام (تایلندی: บัณฑูร ล่ำซำ؛ زادهٔ ۱۵ ژانویهٔ ۱۹۵۳) کارآفرین، بازرگان و بانکدار تایلندی است، که در حال حاضر به‌عنوان مدیر عامل و رئیس هیئت مدیره کاسیکورن بانک فعالیت می‌کند.